# Gasteig (Miesbach)
Gasteig ist ein Gemeindeteil von Miesbach auf der Gemarkung Wies im oberbayerischen Landkreis Miesbach.

## Lage
Die Einöde Gasteig liegt am nordwestlich von Miesbach.

## Name
Der Ortsname Gasteig bezieht generell auf Einöden, die an Wegen lagen, die vom Tal auf den Berg hinaufführten (das Präfix Ga vor Steig für ‚ansteigender Pfad‘).

## Bevölkerungsentwicklung
Um 1871 lebten in Gasteig sechs Einwohner. Im Mai 1987 gab es acht Einwohner in zwei Wohngebäuden.
| Jahr      | 1871 | 1925 | 1950 | 1970 | 1987 |
| Einwohner | 6    | 6    | 7    | 3    | 8    |